# Eugénie Musayidire
Eugénie Musayidire, née le 25 décembre 1952, au Rwanda, est une défenseure des droits humains rwandaise qui vit en Allemagne. Elle a reçu le prix international des droits de l'homme de Nuremberg en 2007.

## Biographie
Eugénie Musayidire appartient à la minorité Tutsis du Rwanda. Elle s'enfuit en 1973, lorsqu'elle est avertie de l'imminence de son arrestation. Elle se réfugie d'abord au Burundi, et reprend ses études à l'université du Burundi en sciences économiques et sociales. En 1977, elle formule une demande d'asile politique en Allemagne, et elle suit une formation de préparatrice en pharmacie. Elle fonde une famille et vit à Siegburg, où elle travaille pour l'Église luthérienne allemande. Elle travaille ensuite à Bonn.
Elle apprend que sa famille a été assassinée durant le génocide des Tutsis au Rwanda de 1994 : elle perd sa mère, son frère et de nombreux parents et connaissances. Un ami lui a rapporté une pierre, unique vestige de sa maison de famille. Elle élabore le sens de cette tragédie en écrivant un livre intitulé Ma pierre qui parle, en 1999.
Eugénie Musayidire s'engage d'une manière exemplaire en faveur de la réconciliation entre les communautés Hutus et Tutsis au Rwanda. En 2001, elle rend visite à son pays d'origine, pour la première fois depuis son départ en exil. La même année, elle fonde en Allemagne l'association « Hoffnung in Ruanda e. V. » (« Espoir au Rwanda »). Grâce au soutien de l'Église protestante allemande, elle crée, en 2003, à Nyanza, un centre thérapeutique pour la jeunesse, IZERE, où les enfants et les jeunes qui souffrent des conséquences du génocide sont pris en charge.
Lors de ce séjour au Rwanda de 2001, elle a pu rencontrer le meurtrier de sa famille, un ancien voisin. Cette rencontre et la volonté de réconciliation ont donné lieu à un film, L'Assassin de ma mère. Ce film a reçu le prix Adolf-Grimme.
Le 30 septembre 2007,  Eugénie Musayidire reçoit le  prix international des droits de l'homme de Nuremberg, remis par Doudou Diène, ancien rapporteur spécial des Nations Unies pour les questions de racisme, de discrimination raciale, de xénophobie et d'intolérance.
En mai 2015, un documentaire intitulé Mein Stein spricht (Ma Pierre parle : le long chemin de la réconciliation au Rwanda), sur l'histoire d'Eugénie Musayidires est diffusé sur la chaîne de télévision ARD-alpha

## Publications
- Ma pierre qui parle, éditions Golias, 120 p.  (ISBN 2914475527)